# Pico Tuerto

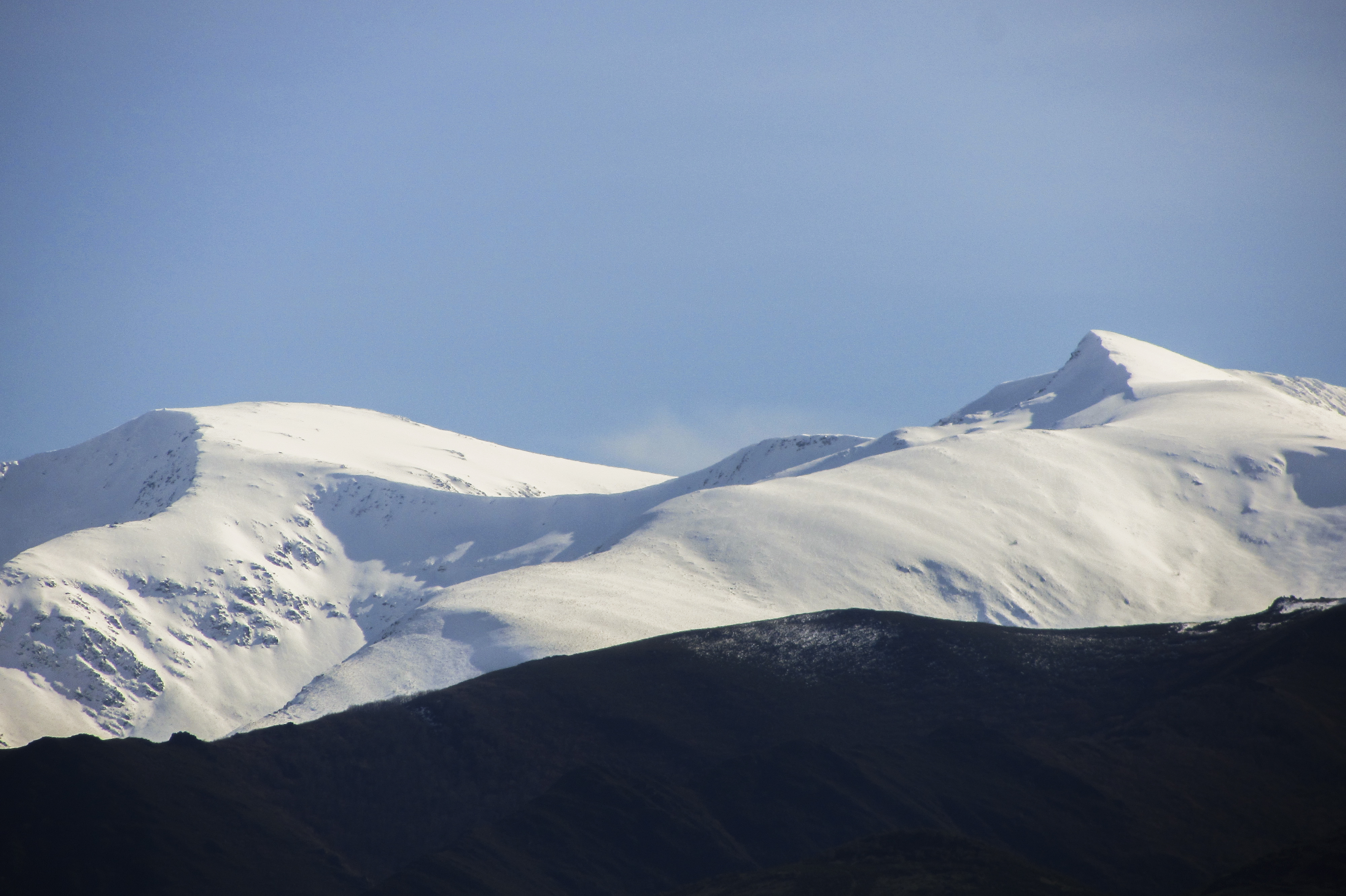
El pico tuerto y el pico Berdianinas, en invierno

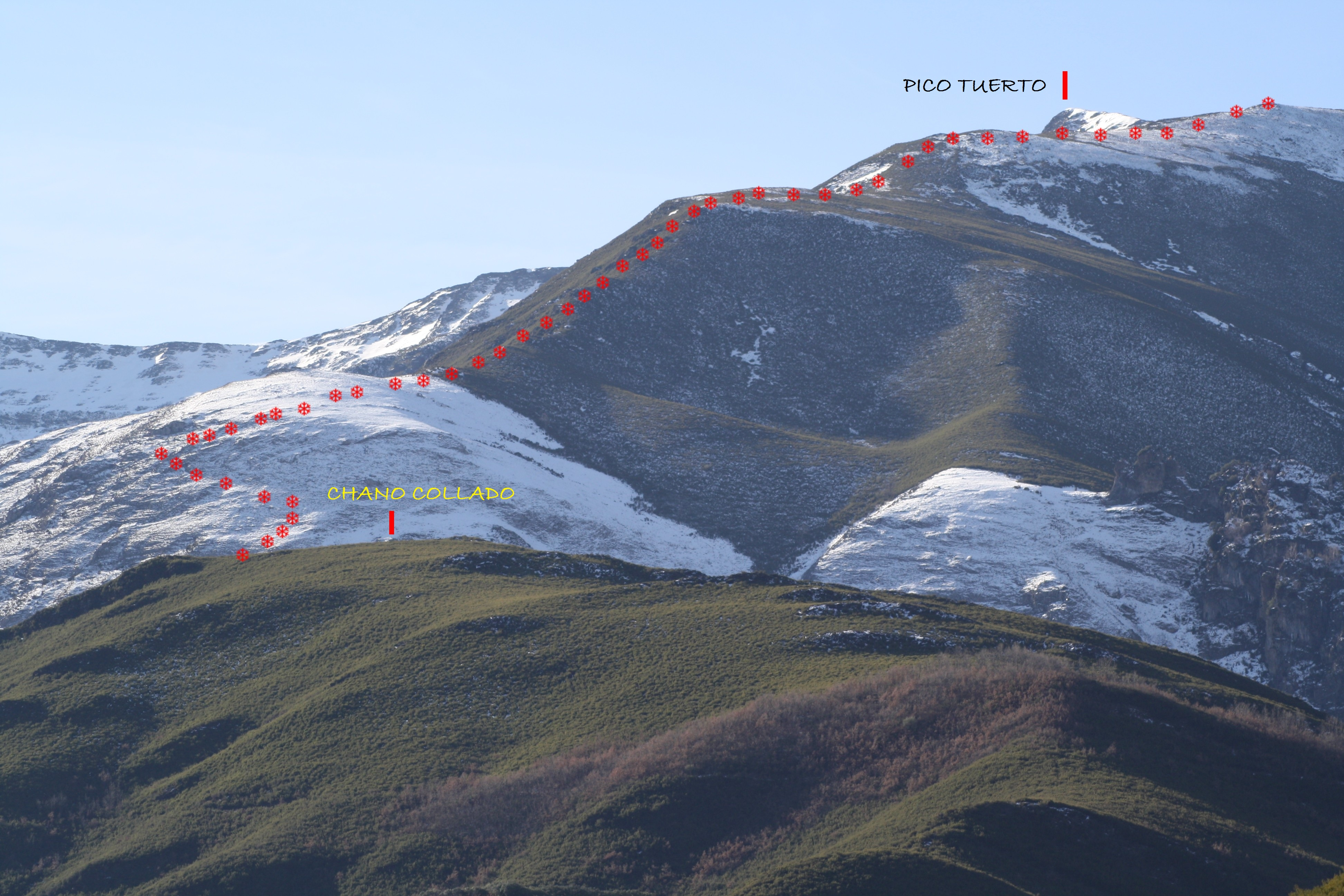
Ascenso al pico Tuerto

El pico Tuerto (2051 m) es una cima situada en el suroeste de los Montes de León más concretamente en la formación montañosa de los Montes Aquilianos. Está situado entre el pico Berdianinas (2116 m) y el pico de la Aquiana (1849 m). Pertenece al término municipal de Ponferrada (provincia de León). Es uno de los picos que limita la comarca del Bierzo con la Cabrera las cuales se otean perfectamente desde la cima.
La ascensión no tiene una dificultad elevada, excepto en temporada de invierno que puede complicarse debido a la nieve y el hielo.